# Compsobuthus krali
Espèce
Compsobuthus krali est une espèce de scorpions de la famille des Buthidae.

## Distribution
Cette espèce est endémique du Yémen. Elle se rencontre vers Wadi Bani Khawlan.

## Description
Le mâle holotype mesure 25,0 mm.

## Étymologie
Cette espèce est nommée en l'honneur de David Král.

## Publication originale
- Kovařík, 2012 : « Three New Species of Compsobuthus Vachon, 1949 from Yemen, Jordan, Israel, and Somaliland (Scorpiones:Buthidae). » Euscorpius, no 150, p. 1-10 (texte intégral).